# 시애틀 타임스
시애틀 타임스(The Seattle Times)는 워싱턴주 시애틀에서 발행되는 신문이다. 시애틀에서 발행되는 일간지 중 구독자가 가장 많다.

## 역사
1891년에, 시애틀 프레스 타임스로, 현재 시애틀 타임스 기반 신문이 발행되었다. 후에 이름을 시애틀 데일리 타임스로 바꾸었다. 1915년에는 발행 수는 70,000부, 2006년에는 212,691부가 되었다.